# Wissadula ecuadoriensis
Wissadula ecuadoriensis är en malvaväxtart som beskrevs av Paul Arnold Fryxell. Wissadula ecuadoriensis ingår i släktet Wissadula och familjen malvaväxter. Inga underarter finns listade i Catalogue of Life.